# بيتر هولدن
بيتر هولدن (بالإنجليزية: Peter Holden)‏ هو ممثل ومنتج أمريكي بدأ مسيرته الفنية سنة 1990.

## الأعمال

### أفلام
- الشبكة الاجتماعية
- نهوض فارس الظلام
- اختطاف خارجي

### مسلسلات
- سي اس آي: التحقيق في موقع الجريمة
- بونز
- ربات بيوت يائسات
- فيلادلفيا دائما مشمسة

## روابط خارجية
- بيتر هولدن على موقع IMDb (الإنجليزية)
- بيتر هولدن على موقع ألو سيني (الفرنسية)
- بيتر هولدن على موقع أول موفي (الإنجليزية)
- بيتر هولدن على موقع قاعدة بيانات الفيلم (الإنجليزية)
- بيتر هولدن على موقع كينوبويسك (الروسية)